# Rue Blaes
Pour les articles homonymes, voir Blaes.
La rue Blaes (en néerlandais : Blaesstraat) est une rue de Bruxelles. 

## Situation et accès
Longue de 975 mètres, elle commence avenue de la Porte-de-Hal et finit place de la Chapelle.
Parallèle à la rue Haute, cette rue typique des Marolles accueille de nos jours une succession presque ininterrompue de magasins de brocanteurs, de décorateurs et de galeries d'art.
| ___ | Ce site est desservi par les stations de métro : Porte de Hal et Gare Centrale. |

## Origine du nom
Le nom de la rue évoque la mémoire de Michel-Auguste Blaes (1809-1855), journaliste et échevin des travaux publics de Bruxelles.

## Bâtiments remarquables et lieux de mémoire

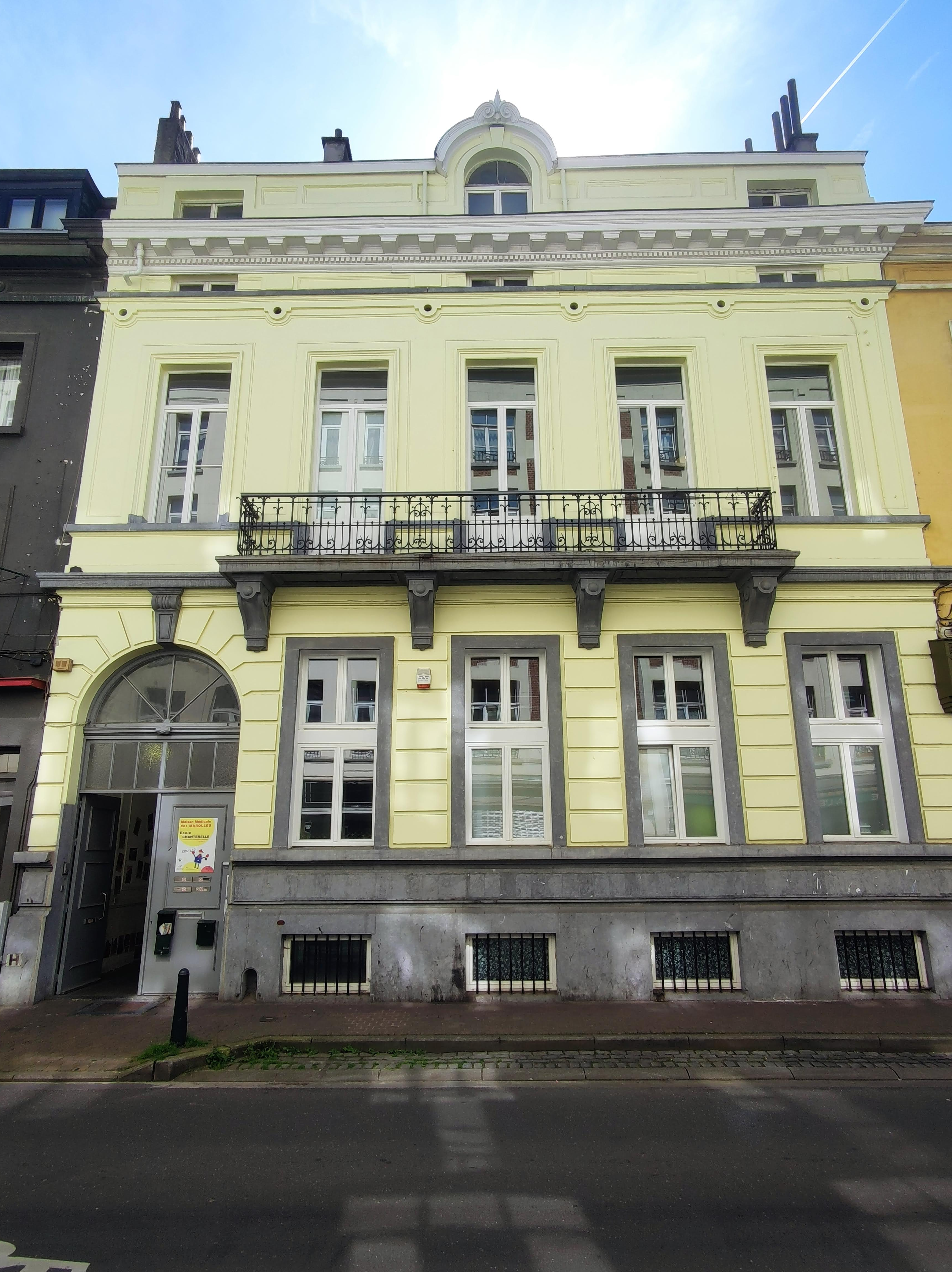
No 120.

- No 208 :  le Fuse, boîte de nuit techno.